# Делану, Жанна
Святая Жа́нна Делану́ (фр. Jeanne Delanoue; 18 июня 1666, Сомюр — 17 августа 1736, Сомюр), в монашестве Иоанна Креста (фр. Jeanne de la Croix) — французская монахиня, основательница Конгрегации Святой Анны Провидения.
Беатифицирована 8 ноября 1947 года папой Пием XII, канонизирована 31 октября 1982 года папой Иоанном Павлом II
День памяти — 17 августа.

## Биография

### Ранняя жизнь
Делану родилась в Сомюре, расположенном в регионе Анжу, Франция, младшей из двенадцати детей. У ее родителей был магазин в городском районе Фенет, недалеко от святилища Нотр-Дам-дез-Ардильер. Ее отец был драпировщиком, который умер, когда ей было шесть лет. Она помогала матери управлять магазином религиозных товаров, обслуживая паломников в святилище. Она взяла на себя управление бизнесом в возрасте 25 лет, когда ее мать умерла. Она также предоставляла жилье паломникам, посещавшим святыню. Будучи искусной деловой женщиной, она держала магазин открытым даже по воскресеньям и святым дням, что считалось несколько скандальным во Франции XVII века. Ее ранняя жизнь была охарактеризована как эгоистичная, с гордостью и жадностью.